# حنان احمد خالد
حنان احمد خالد (عربی: حنان احمد خالد؛ زادهٔ ۲۳ مارس ۱۹۶۳) بازیکن فوتبال و ورزشکار دو و میدانی اهل مصر است.